# Daffa
Daffa är en ort i Gambia. Den ligger i regionen North Bank, i den centrala delen av landet, 130 km öster om huvudstaden Banjul. Antalet invånare var 261 vid folkräkningen 2013.